# Gornja Normandija
Gornja Normandija (fra. Haute-Normandie) je bivša (1956. – 2015.) francuska regija. Povijesno obuhvaća istočni dio stare francuske pokrajine Normandije.

## Povijest
Za povijest Normandije pogledajte članak Normandija.

## Administracija
Sjedište regionalnog vijeća Gornje Normandije se nalazi u Rouenu. Sastoji se od 55 zastupničkih mjesta.
Od lokalnih izbora 2004. godine na vlasti je lijeva koalicija stranaka (Socijalističke partije, Komunističke partije, PRG-a i Zelenih) s 36 mjesta u vijeću.
Desna koalicija UDF-a i UMP-a imaju 13 mjesta u vijeću, a radikalno desna FN ima 6 zastupničkih mjesta.
Raspored po departmanima je sljedeći:
- 38 vijećnika za departman Seine-Maritime
- 17 vijećnika za deparman Eure

Trenutni predsjednik vijeća je Alain Le Vern iz Socijalističke partije (PS).

## Politika
U regiji je dosta jak Normandijski pokret ("Le mouvement normand") koji se protivi podjeli Normandije na dvije administrativne regije.

## Zemljopis
Regija se sastoji od dva departmana: Eure i Seine-Maritime.

### Rijeke
- Seine
- Béthune (rijeka)
- Bresle
- Veules

## Gospodarstvo
U regiji se proizvodi oko:
- 60 % ukupne francuske proizvodnje ulja
- 50 % ukupne proizvodnje plastike i 30 % ukupne proizvodnje automobila

Ovo je četvrta regija Francuske po količini vanjske trgovine

## Stanovništvo
2001. godine industrijski sektor je zapošljavao 142.099 ljudi u Gornjoj Normandiji.
Regija ima veliki broj mladog stanovništva, 36,5 % stanovništva je mlađe od 25 godina. U Gornjoj Normandiji živi više od 1,8 milijuna stanovnika, što je oko 3% ukupnog stanovništva Francuske.

## Kultura
- prva regija u Francuskoj po gustoći broja muzeja
- druga regija u Francuskoj po gustoći broja kazališta
- više od 50 parkova i vrtova

## Vanjske poveznice
- Službena stranica Regionalnog vijeća

|  | Portal Francuske – Pristup člancima s tematikom o Francuskoj. |